# Хануссен (фильм)
«Хануссен» — историческая драма венгерского режиссёра Иштвана Сабо. Этот фильм является заключительной картиной так называемой «немецкой трилогии» Сабо («Мефисто» — «Полковник Редль» — «Хануссен»). В Венгрии фильм также известен под названием «Пророк» (венг. «Próféta»).
Съёмки фильма проходили в Берлине, Будапеште, Карловых Варах и Вене.

## Сюжет
Во время Первой мировой войны солдат австро-венгерской армии Клаус Шнайдер (Клаус Мария Брандауэр) получает ранение в голову и после этого начинает проходить курс восстановления у доктора Беттельхайма (Эрланд Юзефсон). Вскоре врач обнаруживает, что вследствие перенесённого ранения у Шнайдера развились поразительные способности предсказывать будущее и читать мысли других людей.
Уже после окончания боевых действий Клаус выбирает себе псевдоним Хануссен и перебирается в Берлин, где начинает давать платные представления и таким образом приобретает известность. Тем временем в Веймарской республике всё большую силу набирает нацистское движение, и Хануссен оказывается втянутым в немецкие политические реалии того времени.

## В ролях
- Клаус Мария Брандауэр — Клаус Шнайдер / Эрик Ян Хануссен
- Эрланд Юзефсон — доктор Беттельхайм
- Ильдико Баншаги — сестра Бетти
- Вальтер Шмидингер — руководитель отдела пропаганды
- Карой Эперьеш — капитан Тибор Новотни
- Гражина Шаполовская — Валери де ла Мер
- Колетт Пильц-Варрен — Дагма
- Адрианна Беджиньская — Валли
- Эва Блащик — Хени
- Дьёрдь Черхальми — граф Трантов-Вальдбах
- Калина Ендрусик — баронесса Стадлер
- Габриела Ковнацкая — жена шефа пропаганды

## Награды и номинации

### Награды[2]
- 1991 — Премия «Золотая камера» (Германия)
  - Премия «Золотая камера» с формулировкой «Выдающемуся актёру» — Клаус Мария Брандауэр

### Номинации[2]
- 1988 — Каннский кинофестиваль
  - «Золотая пальмовая ветвь» — Иштван Сабо
- 1989 — премия «Оскар»
  - Премия «Оскар» за лучший фильм на иностранном языке — Венгрия[4]
- 1989 — премия «Золотой глобус»
  - Премия «Золотой глобус» за лучший фильм на иностранном языке — ФРГ